# هنری آکینوانده
هنری آکینوانده (انگلیسی: Henry Akinwande؛ زادهٔ ۱۲ اکتبر ۱۹۶۵) بوکسور اهل نیجریه بود.